# Psi (datorprogram)
Psi är ett direktmeddelandeprogram, skapat för att skicka meddelanden via XMPP/Jabber-protokollet. Programmet är fri programvara under licensen GPL-2.0-or-later. Versioner finns för både Windows, Linux och OS X.
Namnet Psi är en förkortning från engelskans "psynergy" – "psykisk energi" – och anspelar på telepati. Psi är även en bokstav i det grekiska alfabetet, och logotypen för projektet valdes därefter.